# Skate cross ai III World Skate Games
Le competizioni di skate cross ai III World Skate Games si sono svolte dal 12 al 13 novembre 2022 a San Juan, in Argentina. 

## Podi
| Evento            | Oro                 | Argento         | Bronzo           |
| Gara maschile     | Florian Petitcollin | Jules Favre     | Oscar Briex      |
| Gara femminile    | Mathilde Monneron   | Francesca Conzi | Kenia Ríos Pérez |
| Squadra maschile  | Francia             | Italia          | Cile             |
| Squadra femminile | Italia              | Francia         | Argentina        |